# Lapoblación
Lapoblación – gmina w Hiszpanii, w Nawarze, o powierzchni 20,65 km². W 2011 roku gmina liczyła 147 mieszkańców.